# 郑瑜墓
郑瑜墓，位于中国广东省东莞市东莞市虎门镇白沙村，为东莞市的一个市、县级文物保护单位，类型为古墓葬，公布时间为2004年1月8日。
郑瑜墓的历史年代为明代。